# Ботанический сад Карлсруэ
Ботанический сад Карлсруэ (нем. Botanischer Garten Karlsruhe) — ботанический сад в городе Карлсруэ (Германия), расположен на окраине парка к западу от Дворца Карлсруэ. Исторические здания оранжереи, теплицы, зимний сад и Кунстхалле, а также современные здания Конституционного суда Германии защищают его от шума и суеты города.
Сегодня Ботанический сад считается зелёным оазисом в центре города Карлсруэ. Он открыт для посетителей.

## История

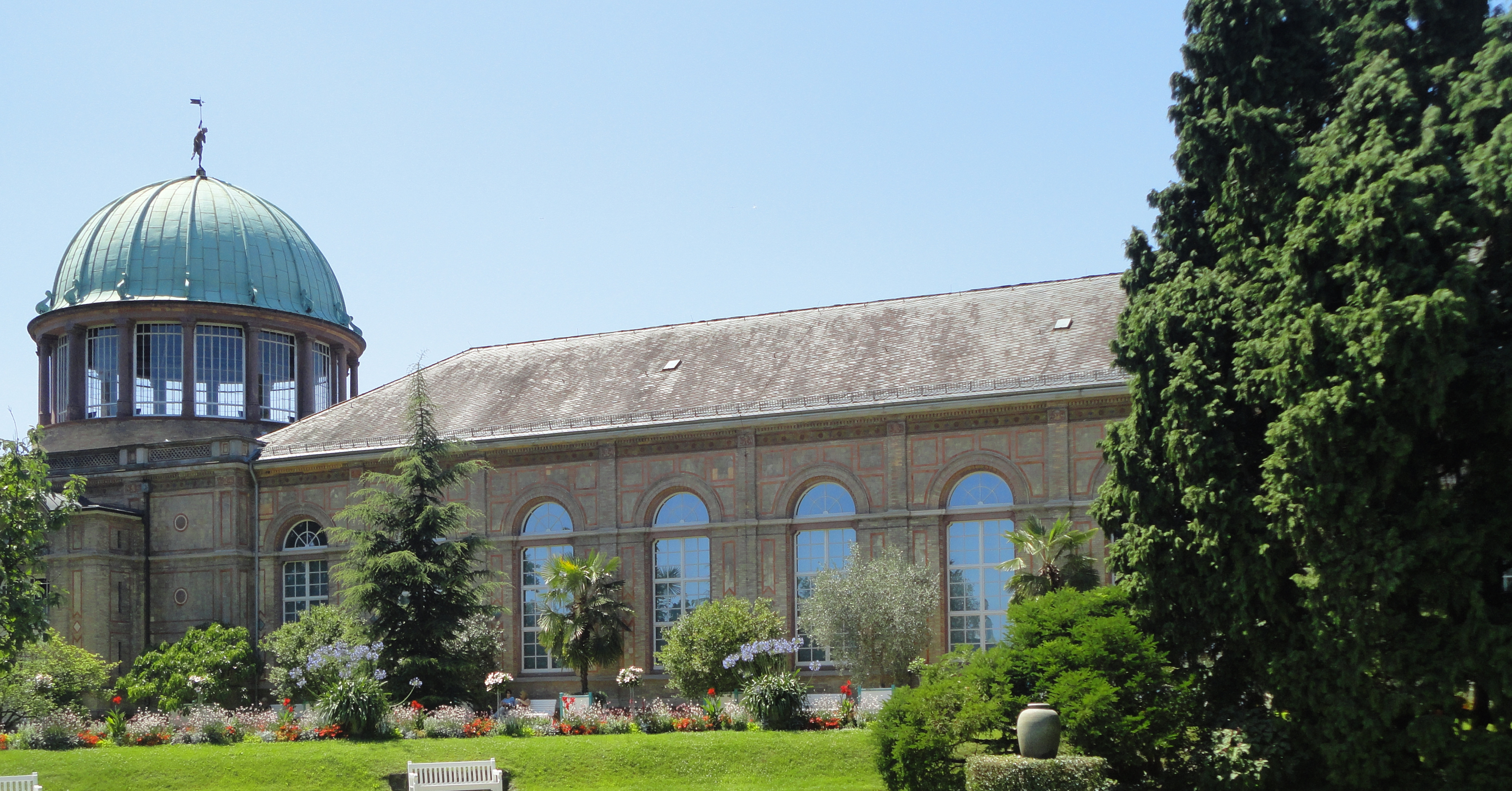
Оранжерея и Кунстхалле (Карлсруэ)

Создание ботанического сада было заложено маркграфом Карлом III Вильгельмом Баден-Дурлахским (1679—1738). Он построил между двумя крыльями замка «княжеский сад удовольствий» с великолепными оранжереями, садами с цветочными и стеклянными домами, вольерами и гротами. Примерно в 1800 маркграф Карл Фридрих Баденский решил преобразовать «сад удовольствий» и дворцовый парк в английском стиле. Таким образом, было принято решение, к западу от замка, на нынешнем месте, создать новый ботанический сад. По планам Фридриха Вайнбреннера в 1808 году был реализован красивый сад с оранжереей, различными постройками, а также соответствующей открытой местностью. Здания были деревянные и уже через некоторое время были повреждены. В 1850-х годах великий герцог Фридрих I (1826—1907) инициировал новое строительство всех домов для выращивания растений по планам Генриха Хюбша. Эти здания, в основном, сохранились до наших дней. Здесь представлены растения, которые отчасти поражают своей редкостью, отчасти своим ростом, красочностью или своим возрастом любителей растений. Также на открытом грунте можно увидеть некоторые редкие виды растений из 19-го века, которые создают восхитительный ансамбль, смешиваясь с посадками новых растений.